# Potencjanów
Potencjanów – wieś w Polsce położona w województwie mazowieckim, w powiecie grójeckim, w gminie Błędów.
W latach 1975–1998 miejscowość administracyjnie należała do województwa radomskiego.